# توپ مسلسل ۳۰م‌م ۲آ۴۲
توپ مسلسل ۳۰م‌م ۲آ۴۲ (به انگلیسی: 30 mm automatic cannon 2A42) یک توپ اتوماتیک تک لول ۳۰ میلیمتری است که در شوروی جهت استفاده در هواپیماها و خودروهای نظامی طراحی شد. این توپ در سال ۱۹۸۰ وارد خدمت شد. این توپ مسلسل همچنین بنام شیپونوف ۲آ۴۲ نیز شناخته می‌شود.

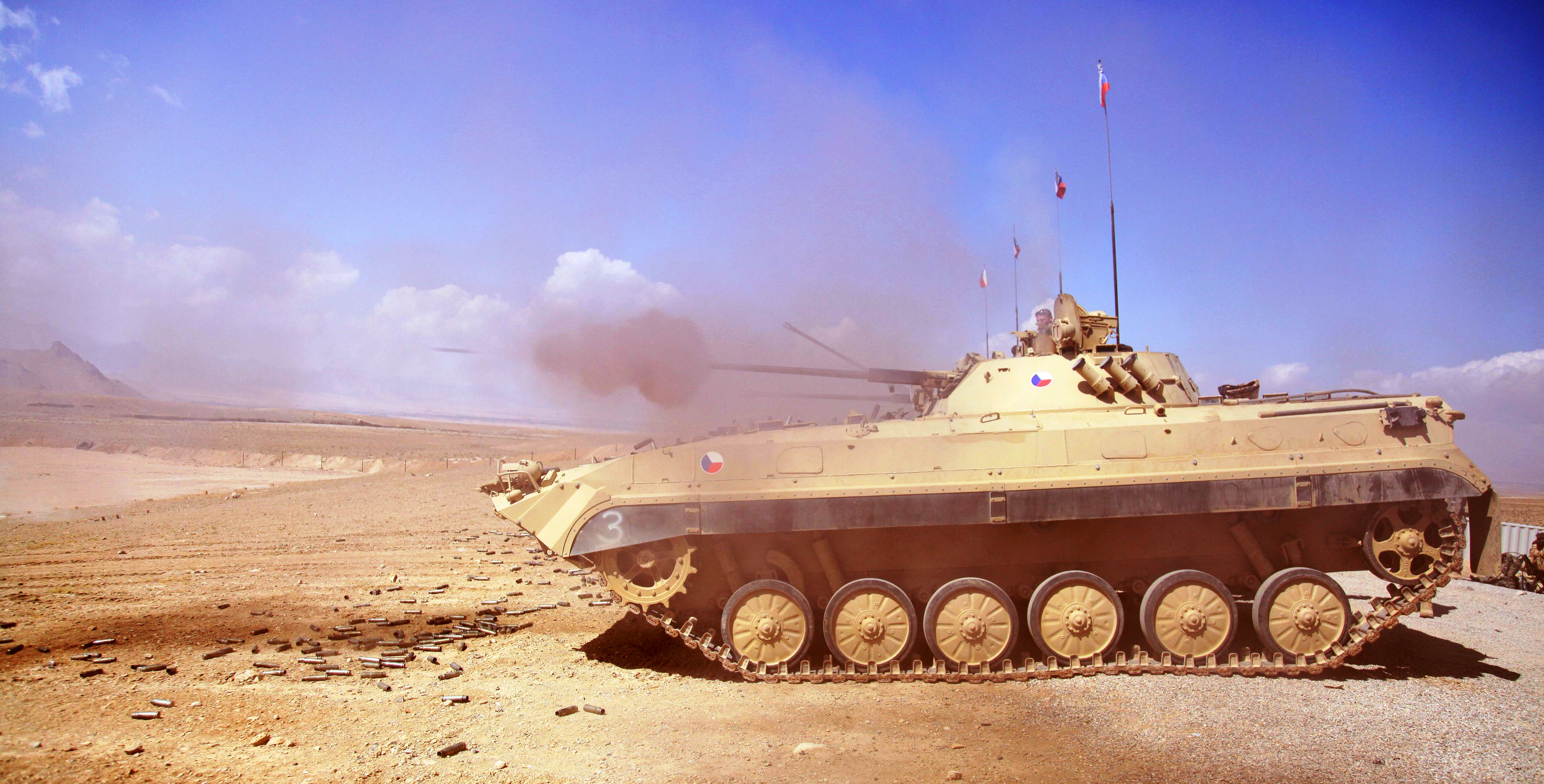
خودرو جنگی پیاده‌نظام بی‌ام‌پی-۲ مجهز به توپ مسلسل ۳۰م‌م ۲آ۴۲